# Irenepharsus phasmatodes
Irenepharsus phasmatodes är en korsblommig växtart som beskrevs av Hewson. Irenepharsus phasmatodes ingår i släktet Irenepharsus och familjen korsblommiga växter. Inga underarter finns listade i Catalogue of Life.